# Solitudine (film 1961)
Solitudine è un film del 1961 diretto da Renato Polselli.
La pellicola è stata girata a Portici.

## Trama
Alfredo è un giovane pescatore che vive con la matrigna Rosa e il fratellastro Paolo. Essendo un tipo introverso, Alfredo è meno preferito da Rosa rispetto a Paolo. Alfredo è in conflitto con Muollo, un proprietario di barche, con cui ha un'accesa discussione, finendo poi per minacciarlo. Alfredo, proprio mentre insegue di nascosto Muollo, scopre Paolo avere un’accesa discussione con lo stesso che finisce in tragedia con la morte di Muollo.  A seguito del ritrovamento del cadavere di Muollo è Alfredo ad essere accusato di omicidio e arrestato, ma soltanto dopo si scopre che è stato Paolo grazie alla confessione di Dalila, la sua ragazza, coinvolta nell'omicidio, che, intenta a fermarlo mentre fugge all'estero, viene uccisa da quest'ultimo. Dopo la morte di Paolo, Alfredo viene liberato e si riguadagna l'affetto di Rosa e sposa così la sua amata Marisa.